# Gurbanguly Berdimuhamedow
Gurbanguly Mälikgulyýewiç Berdimuhamedow (en rus: Гурбангулы Бердымухаммедов Gurbanguly Berdymukhammedov o Курбанкули Бердымухамедов Kurbankuli Berdymukhamedov (nascut a Babarab, en el que ara és l'etrap ("districte") de Gök Tepe, Província d'Ahal, el 29 de juny del 1957) és un polític turcman que va ser President de Turkmenistan, després de la mort de Saparmurat Niàzov, de qui era el dentista, des del 21 de desembre del 2006. Pertany a la tribu dels Teke. El 19 de març del 2022 va ser succeït pel seu fill Serdar Berdimuhamedow com a president del país.
Fidel a Niàzov, havia estat nomenat per ell vice-primer ministre del Turkmenistan. Entre les seves primeres accions com a president, es va donar la convocatòria de les  eleccions presidencials sense la participació de l'oposició l'11 de febrer de 2007, en les quals va obtenir el 89,23% dels vots i va ser ratificat en el seu càrrec, encara que l'oposició política va denunciar un frau massiu.
Pertany a l'únic partit legal, el Partit Democràtic de Turkmenistan.